# Gebäude der Musikakademie Kattowitz

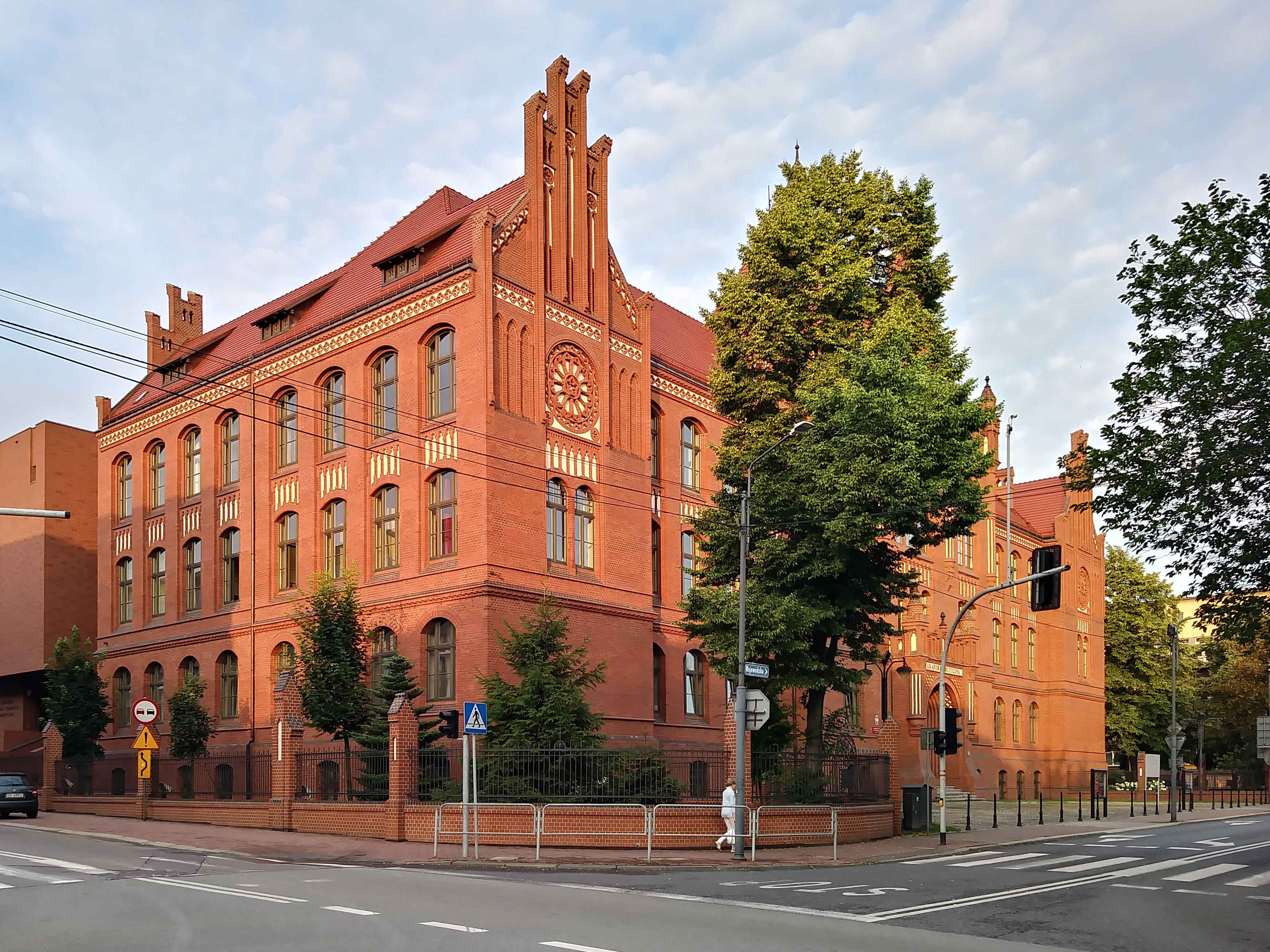
Gebäude der Musikakademie Kattowitz

Das Gebäude der Musikakademie Kattowitz in der Wojewódzka-Straße 33 wurde von 1899 bis 1901 erbaut.

## Geschichte
Die Königliche Baugewerkschule wurde während der Amtszeit des Bürgermeisters August Schneider gegründet. Von 1899 bis 1901 wurde nach Entwurf des Stadtbaurates Albert Weiss ein neugotischer Bau errichtet. Die Baugewerkschule bildete Bautechniker mittlerer Stufe aus, so dass sie selbständige Meister werden oder Laufbahnen als Techniker in privaten oder öffentlichen Diensten einschlagen konnten.
Da Kattowitz 1922 Hauptstadt der autonomen Woiwodschaft Schlesien war, wurde die Baugewerkschule in das deutsch gebliebene Beuthen verlegt. In der Aula der Musikakademie tagte ab 1922 bis 1929 das Schlesische Parlament. Danach wurde das Staatliche Musikkonservatorium im Bau untergebracht.

## Bauwerk
Das vierstöckige Backsteingebäude hat eine reiche Schaufassade. Über dem Haupteingang befindet sich eine Balkonbalustrade, darüber eine Reihe von mit Stichbogen gekrönter Fenster sowie Ziergiebel mit zwei Türmen. Zwischen diesen befindet sich ein Mosaik mit dem Stadtwappen von Kattowitz. Im Inneren beeindruckt insbesondere die nach dem Komponisten Bolesław Szabelski benannte Aula, die mit einem Netzgewölbe gedeckt ist. Die Fenster der Nordseite wurden mit zeitgenössischen Glasmalereien dekoriert. An den Seitenwänden befinden sich Holzvertäfelungen und Wandmalereien des Breslauer Malers Emil Noellner. Darauf zu sehen sind u. a die hl. Hedwig von Andechs sowie vier bedeutende Beispiele schlesischer Architektur: das Schloss Oels, die Schrotholzkirche in Mikultschütz, das Breslauer Rathaus und das Kämmereigebäude in Neisse.